# Ciència-ficció feminista

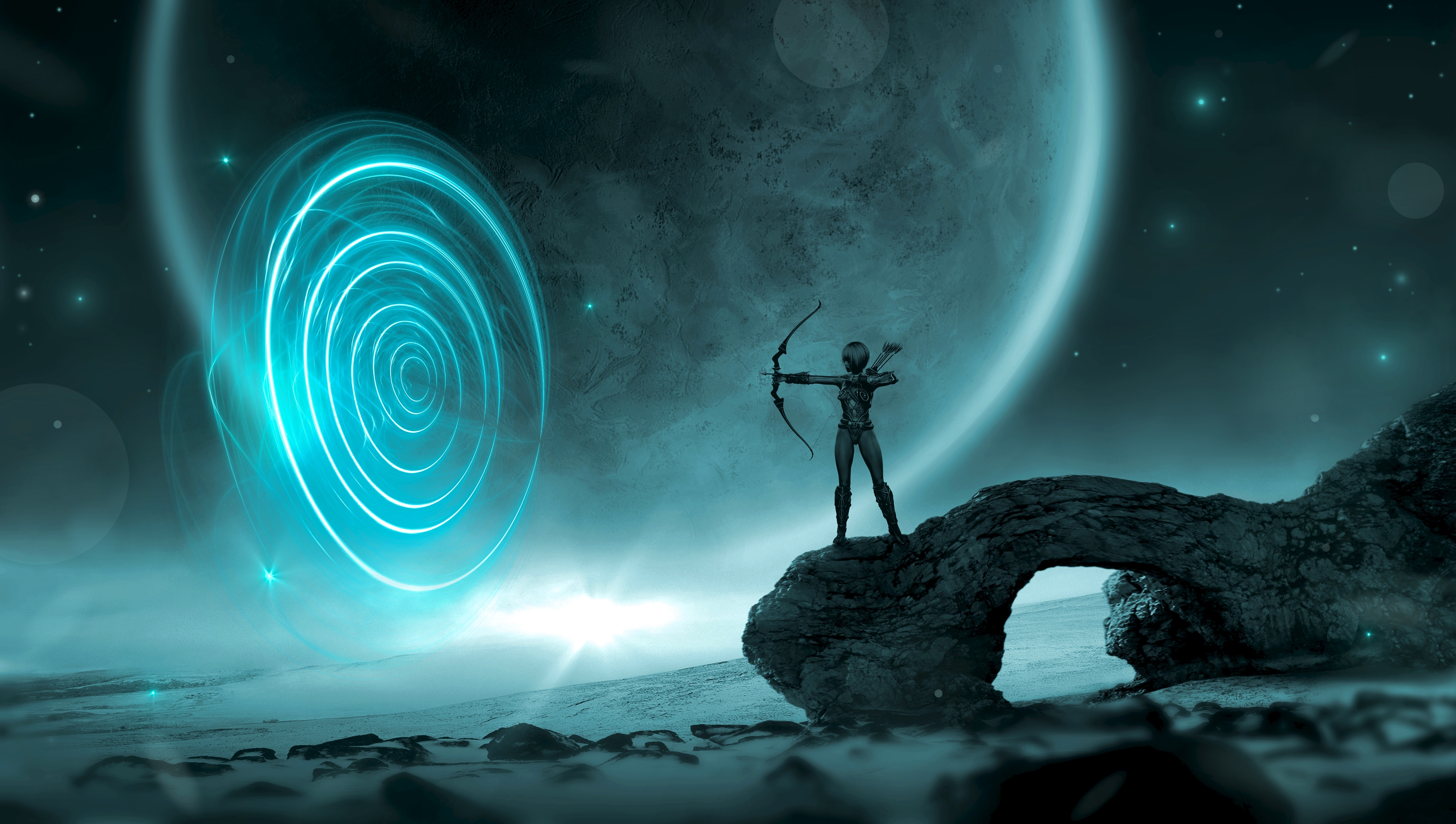
Amazona galàctica

La Ciència-Ficció Feminista o "CFF" és un subgènere de la ciència-ficció especialitzat en continguts que aprofundeixen en temes i teories feministes, incloent entre d'altres, la desigualtat de gènere, la sexualitat, la identitat racial, l'economia i la reproducció. El feminisme especulatiu és de caràcter polític per la seva posició critica davant la cultura patriarcal dominant.
Algunes de les obres de CFF més notables han fet servir ginecotopies per explorar una societat en què no existeixen diferències de gènere ni desequilibris de poder així com distòpies per explorar mons en què s'intensifiquen les desigualtats de gènere, afirmant així la necessitat del treball feminista.
Suzette H. Elgin, doctorada en Lingüística, poeta i notable escriptora de ciència-ficció feminista deia que:
| « | «La ciència-ficció és l'únic gènere de la Literatura en què és possible que una escriptora explori la pregunta de que seria aquest món si pogués desfer-se de [X], on [X] es pot omplir amb qualsevol de tots els fets que hi ha al món real que limiten i oprimeixen a les dones». Suzette Haden Elgin | » |

Un altre objectiu d'aquest gènere literari de ficció especulativa, que inclou narrativa, poesia, teatre i còmic, és reivindicar la memòria històrica de les autores, sovint invisibilitzades o menyspreades en la tradició literària patriarcal oficial. Per la CFF és importat cultivar l'esperit de celebració de la influència de les mares simbòliques, com deia Maria-Mercè Marçal: «La dona autoritat esdevé, doncs, punt de referència central, meditació inestimable, palanca eficaç per al propi desig».

## Cronologia

### Protofeminisme
Aquí es poden classificar moltes de les obres de ficció literària primerenques d'escriptores en pro del drets de les dones abans del S.XIX, com Christine de Pisan, Margaret Cavendish i Mary W. Shelley. Per una informació més detallada es pot consultar una cronologia de les utopies escrites a la CF abans de 1850. Moltes d'elles es poden trobar disponibles lliures de drets d'autor a biblioteques digitals en xarxa.

### Primera Onada(1850-1960)
Aquí s'inclouen moltes de les obres de ficció literària escrites per dones sufragistes i escriptores a favor del drets de les dones publicades entre 1850 i 1960. Com a gènere comercial, la ciència-ficció va ser popularitzada principalment pels homes que van editar, escriure i llegir les revistes Pulp nord-americanes de les dècades de 1920 i 1930. Durant dècades, la creença que la majoria dels lectors de ciència-ficció eren homes adolescents va imposar certes restriccions sobre el tema i l'estil: les dones, i els suposats interessos de les dones, eren edulcorats (romànticament) o ignorats, i el sexe era tabú. No obstant això, les dones no només llegien sinó que també van escriure ciència-ficció, de vegades sota firmes andrògines, reals o suposades.
Pamela Sargent ha cridat l'atenció sobre algunes de les històries més memorables escrites per i sobre dones en les seves antologies pioneres Women of Wonder (1974), More Women of Wonder (1976) i The New Women of Wonder (1978). Entre les més populars, algunes escriptores, com Leigh Brackett, C. L. Moore i Andrè Norton, van escriure històries d'aventures vívides i plenes d'acció, tan poc sexistes com els seus noms, mentre que altres, com Mildred Clingerman, Zenna Henderson i Judith Merril, van escriure històries més centrades en els suposats "interessos de les dones", relatius als temes domèstics.
Altres dones conegudes per escriure ciència-ficció abans de la dècada de 1960 són Marion Zimmer Bradley, Miriam Allen deFord, Clare Winger Harris, Joan Hunter Holly, Lilith Lorraine, Katherine MacLean, Margaret St Clair, Wilmar H Shiras, Evelyn I Smith, Francis Stevens, Leslie F. Stone i Thea von Harbou.
Sempre hi ha hagut dones que han produït ciència-ficció alternativa al corrent dominant o en camps relacionats amb la CF com la fabulació, el surrealisme i l'absurd, la ficció experimental, el gòtic i la utòpica. A més a més les dones sovint han estat col·laboradores no atribuïdes en obres publicades sota els noms de les seves parelles masculines, un paper que només recentment ha començat a ser reconegut.
Per una informació més detallada es pot consultar una cronologia de les utopies escrites a la CF abans de 1950. Moltes d'elles es poden trobar recentment reeditades i/o traduïdes gràcies a la reivindicació del seu valor por part dels Estudis de Gènere así com a les antologies publicades per les estudioses del gènere CFF.

### Segona Onada(1960-1980)
La raó per la qual la ciència-ficció va començar a canviar en els anys seixanta i setanta va ser que cada vegada més escriptors es van sentir atrets per ella, no pel seu interès en la clàssica tradició pulp, sinó pel seu potencial, que encara no havia sigut explorat en gran manera. A partir de la dècada de 1950 i continuant en la Nova Ona, en la seva major part masculina, la ciència-ficció va mostrar un creixent interès per les preocupacions socials i psicològiques, un canvi cap al Soft CF, el que podria ser vist com més acomodatici per a les escriptores.
Els nous editors, alguns d'ells dones, van tenir un paper important en aquesta expansió. En particular, Cele Goldsmith va encoratjar a molts escriptors nous durant el seu treball com a editora de Amazing Stories and Fantastic (1958-1965). Ursula K. Le Guin, una de les escriptores més respectades i influents de tots els escriptors contemporanis de la ciència-ficció, li atribueix a Cele Goldsmith el mèrit de "obrir-me la porta".
També van ser significatives les iniciatives per millorar l'educació de les nenes en l'àmbit científic, així com l'impacte del Feminisme. Certament, l'impacte que van tenir en el camp des dels anys seixanta escriptores tan diverses com Le Guin, Kate Wilhelm, Russ i James Tiptree Jr. va ser sens dubte més fort i durador que el de qualsevol altre.
El 1972, Harlan Ellison va declarar en la seva introducció a "When it Changed" de Joanna Russ que "els millors escriptors en la ciència-ficció avui en dia són dones excepte James Tiptree Jr.", curiosament el 1977 Tiptree es va revelar com l'escriptora Alice B. Sheldon.
Entre les escriptores de ciència-ficció que van adquirir prominència en les dècades de 1960 i 1970 es troben EL Arch, Bradley, Rose George Brown, Octavia Butler, Charnas, CJ Cherryh, Jo Clayton, Juanita Coulson, Sonya Dorman, Suzette Haden Elgin, Carol Emshwiller, MJ Engh, Gertrude Friedberg, Phyllis Gotlieb, Diana Wynne Jones, Lee Killough, Tanith Lee, Madeleine L'Engle, AM Lightner, Elizabeth A Lynn, Anne McCaffrey, Vonda McIntyre, Janet Morris, Doris Piserchia, Marta Randall, Kit Reed, Sargent, Josephine Saxton, Jody Scott, Kathleen Sky, Tiptree, Lisa Tuttle, Joan D Vinge, Cherry Wilder, Kate Wilhelm, Chelsea Quinn Yarbro i Pamela Zoline.

### Tercera Onada(1980-actualitat)
Les escriptores més conegudes dels anys vuitanta i noranta inclouen Gill Alderman, Kim Antieau, Anna Livia, Eleanor Arnason, Wilhelmina Baird, Eluki bes shahar, Lois McMaster Bujold, Emma Bull, Pat Cadigan, Raphael Carter, Storm Constantine, Candas Jane Dorsey, Carol Nelson Douglas, M.J. Engh, Sheila Finch, Caroline Forbes, Karen Joy Fowler, Esther M Friesner, Sally Miller Gearhart, Mary Gentle, Molly Gloss, Lisa Goldstein, Eileen Gunn, Elizabeth Hand, Anne Harris, Barbara Hambly, Gwyneth Jones, Janet Kagan, Leigh Kennedy, Nancy Kress, Kathe Koja, R.A. MacAvoy, Julian May, Judith Moffett, Pat Murphy, Jane Palmer, Rachel Pollack, Kristine Kathryn Rusch, Melissa Scott, Joan Slonczewski, Sheri S Tepper, Connie Willis i Sarah Zettel.
Aquestes llistes de noms notables, al igual que succeeix amb el reste de gèneres literaris, solen estar dominades per autors/es blanques anglòfones. Tanmateix, hi ha un nombre creixent de dones negres que escriuen al gènere CF. La més coneguda és l'escriptora afroamericana Octavia Butler, els seus treballs van aparèixer per primera vegada a la dècada de 1970. Altres autores notables inclouen Aliette de Bodard, Tananarive Due, Andrea Hairston, Nalo Hopkinson, N. K. Jemisin, Karen Lowachee, Clare Light, Mary Anne Mohanraj, Nnedi Okorafor, Nisi Shawl, Vandana Singh i Sheree Renée Thomas.
Des d'una perspectiva global, la reduïda traducció d'obres no anglòfones enfosqueix a moltes escriptores internacionals. Potser el més gran cos d'origen familiar es troba a Amèrica Llatina. Parlem d'Angélica Gorodischer i Magdalena Mouján a l'Argentina; Daína Chaviano a Cuba; María Elvira Bermúdez a Mèxic; i Marcia Kupsta, Carla Cristina Pereira i Cristina Lasaitis al Brasil. Les escriptores que han obtingut el reconeixement en edicions de llengua anglesa inclouen Lauren Beukes a Sud-àfrica, Aliette de Bodard a França i Johanna Sinisalo a Finlàndia. A l'Índia, Sukanya Datta ha publicat col·leccions de ciència-ficció i fantasia escrites en anglès.
A més a més, una sèrie d'escriptores mainstream han fet incursions a la ciència-ficció, tot i que els seus editors no sempre han etiquetat les seves novel·les com a tals. Inclouen Margaret Atwood amb The Handmaid's Tale (1985), Oryx i Crake (2003) i The Year of the Flood (2009); Maureen Duffy amb Gor Saga (1981); Zoë Fairbairns amb Benefits (1979); Maggie Gee amb The Ice People (1998) i altres; Cecelia Holland amb Mons flotants (1976); Rhoda Lerman amb The Book of the Night (1984); Doris Lessing amb Canopus a la sèrie Argos; Marge Piercy amb Woman on the Edge of Time (1976); Fay Weldon amb The Cloning de Joanna May (1989); i Monique Wittig amb Les guérilleres (1969).
Escriptores tan multidisciplinàries com; Jean M Auel, Christine Brooke-Rose, Angela Carter, Anna Kavan, Ayn Rand, Emma Tennant i Christa Wolf també es poden incloure al gènere de la ciència-ficció.

## Ciència-ficció d'àmbit estatal

### Ciència-ficció de l'Estat Espanyol en castellà
Una breu ressenya d'algunes escriptores contemporànies de ciència-ficció en castellà, es recomana ampliar informació a la bibliografia indicada.
- Elia Barceló (Elda, 1957-) escriptora prolífica[16] guanyadora de dos Premis Ignotus 1991 i 2018 al millor relat, Premi UPC 1993 de novel·la breu, Premi Celsius 2014 per Hijos del Clan Rojo.[17]
- Lola Robles (Madrid, 1963-) activista feminista, pacifista i LGBTQIA+,[18] a la vegada escriptora[19] e investigadora, editora de varies antologies[20] de dones escriptores de CF espanyoles.[21]
- Nieves Delgado (Ferrol, 1968-) escriptora gallega[22] guanyadora de 3 Premis Ignotus: al millor relat per Casas Rojas en 2015, millor novel·la curta en 2019 per Uno i 2020 per La última mujer de La Mancha.[23]
- Conchi Regueiro (Lugo, 1968-) escriptora feminista gallega[24] finalista del Premi Ignotus 2009 de novel·la per La moderna Atenea.[25]
- Cristina Jurado (Madrid, 1968-) editora de Alucinadas,[26] directora publicació digital SuperSonic, premi de l'European Science Fiction Society en 2016 i 2017, i Premi Ignotus al millor relat 2017 i a la millor novel·la 2019 per Bionautas.
- Pily Barba (Madrid, 1972-) fundadora editorial NGC Ficción!, coordinadora biblioteca electrònica de l'AEFCFT i Premi Ignotus al millor lloc web en 2008 i 2010.[27]
- Susana Sussmann (València, 1972-) editora de la publicació digital Crónicas de la Forja i redactora en el blog de la revista digital Amazing Stories.
- Sofía Rhei (Madrid, 1978-) escriptora prolífica[28] guanyadora del Premi Celsius 2017 per Róndola.[29]

### Antologies en castellà
- Mujeres y maravillas. Pamela Sargent; traducció Manuela Díez. Barcelona : Bruguera, 1977. ISBN 9788402051707. Traducció d'una obra original en anglès.

- Autoras españolas de ciencia ficción (en xarxa) Article de Lola Robles del 2003 que després es desenvoluparà i es convertirà en un treball guardonat amb el premi Ignotus al millor article el 2017.

- Futuros peligrosos. Elia Barceló. Zaragoza: Edelvives 2014. ISBN 9788426367006.

- Alucinadas: ciencia ficción escrita por mujeres. Pròleg d'Ann VanderMeer; Edició de Cristina Jurado; Leticia Lara. Argentina: Ediciones Ayarmanot, 2016. ISBN 9789874584021

- Alucinadas II. Edició de Sara Antuña i Ana Díaz Eiriz ; pròleg de Fata Libelli. Sportula, 2016. ISBN 9788416637164.

- Alucinadas III: antología de relatos de ciencia ficción escrita por mujeres. [format: digital] Palabaristas, 2017. Pròleg de Lola Robles i edició d'Elena Clemente i María Angulo.
- Distópicas : antología de escritoras españolas de ciencia ficción. Pily Barba; Lola Robles; Teresa López Pellisa. Madrid : Libros de la Ballena, 2018. ISBN 9788483446256.
- Poshumanas : antología de escritoras españolas de ciencia ficción. María Angulo; Teresa López Pellisa; Lola Robles; et al. Madrid : Libros de la Ballena, 2018. ISBN 9788483446249

### Ciència-ficció feminista en català
Algunes autores de ciència-ficció en català
- Rosa Fabregat i Armengol (Cervera, 1933)

- Elisabet Riera Millán (Barcelona, 1973)[30]